# Amy Atwell
Amy Atwell (Perth, 30 de junho de 1998) é uma jogadora de basquete australiana. Ela jogou basquete universitário pelo Hawaii Rainbow Wahine, onde ganhou o prêmio de Jogadora do Ano da Big West Conference em 2022. Ela teve breves passagens pela Women's National Basketball Association (WNBA) em 2022 com o Los Angeles Sparks e em 2024 com o Phoenix Mercury.

## Início da vida
Atwell nasceu em Perth, Austrália Ocidental. Ela frequentou o Penrhos College e jogou basquete pelo Willetton Tigers quando era júnior. Ela também jogou softball enquanto crescia.

## Carreira universitária
Atwell mudou-se para os Estados Unidos em 2016 para jogar basquete universitário pelo Hawaii Rainbow Wahine. Depois de ficar de fora da temporada 2016-17 devido a uma lesão, ela estreou na temporada 2017-18. Em 2019-20, ela foi nomeada Melhor Sexta Jogadora da Big West Conference e Menção Honrosa da Big West Conference. Em 2020-21, ela foi nomeada segunda equipe All-Big West. Em 2021-22, ela foi nomeada Jogadora do Ano da Big West e primeira equipe All-Big West. Ela se tornou o 23º membro do clube de 1.000 pontos do Rainbow Wahine e terminou em primeiro lugar em cestas de 3 pontos com 205. Ela também ajudou o Rainbow Wahine a vencer o torneio Big West de 2022 por trás de seu desempenho de MVP do torneio.

## Carreira profissional
Atwell foi selecionada pelo Los Angeles Sparks na terceira rodada (27º no geral ) do draft da WNBA de 2022. Ela fez a lista da noite de abertura e fez sua primeira partida na carreira contra o Chicago Sky em 6 de maio. Depois de aparecer em quatro jogos, Atwell foi dispensada pelo Sparks em 7 de junho de 2022.
Em abril de 2024, Atwell recebeu um convite para o campo de treinamento do Phoenix Mercury da WNBA. Ela retornou ao Mercury em setembro de 2024 com um contrato de sete dias, estreando contra o Washington Mystics e marcando dois pontos em quatro minutos em uma derrota de 13 pontos. Seu contrato foi estendido pelo Mercury por mais sete dias e depois pelo restante da temporada antes dos playoffs da WNBA.
Em 4 de junho de 2022, Atwell assinou com o Perth Lynx para a temporada 2022-23 da WNBL. Ela teve um jogo de 27 pontos em janeiro de 2023 e teve uma média de 13 pontos, 4,8 rebotes e 1,3 assistências na temporada.
Atwell se juntou ao Bendigo Braves para a temporada 2023 da NBL1 South. Ela levou os Braves ao campeonato NBL1 South por trás de sua performance de MVP da Grande Final de 36 pontos, oito rebotes e duas assistências em uma vitória de 83-78 sobre o Waverley Falcons. Atwell e os Braves venceram o campeonato nacional da NBL1. Ela foi nomeada para o NBL1 National Finals All-Star Five.
Em 19 de maio de 2023, Atwell renovou com o Lynx para a temporada 2023-24 da WNBL. Em 27 de dezembro de 2023, ela teve 36 pontos, o recorde de sua carreira, e sete cestas de três pontos, em uma vitória por 98-90 sobre o UC Capitals. No primeiro jogo da série da grande final do Lynx contra o Southside Flyers, Atwell teve 30 pontos, o recorde de sua carreira, e nove cestas de três pontos, o recorde de sua carreira, em uma vitória por 101-79. Eles perderam a série por 2 a 1.
Atwell voltou a se juntar ao Bendigo Braves para a temporada 2024 da NBL1 South. Em 12 jogos, ela teve médias de 27,17 pontos, 5,08 rebotes, 1,92 assistências e 1,83 roubos de bola por jogo.
Em 22 de julho de 2024, Atwell renovou com o Lynx para a temporada 2024-25 da WNBL. Ela perdeu o início da temporada devido a uma lesão no joelho.
Nos Jogos Olímpicos de Verão de 2024, em Paris, conquistou a medalha de bronze no torneio feminino do basquetebol, após vencer confronto contra a equipe belga por 85–81 na decisão do terceiro lugar.